# Lac de Ponte Pià
Le lac de Ponte Pià est un bassin artificiel situé dans les communes de Comano Terme ; avec le lac de Molveno, il fournit de l'eau à la centrale hydroélectrique de Santa Massenza. 

## Origine
Le lac a été créé en 1956 en bloquant la gorge étroite dans laquelle la rivière Sarca coule près du Ponte di Pià, un pont historique qui menait au village surplombant de Stenico. 
Le barrage est de type voûte en béton et a une hauteur maximale de 54 m, une épaisseur de 4,85 m à la base et de 1,90 m au sommet et une longueur de couronnement de 71 m. Pour la construction du bassin, il était également nécessaire de déplacer plus haut la route nationale avec la construction de certains tunnels.